# Puya occidentalis
Puya occidentalis är en gräsväxtart som beskrevs av Lyman Bradford Smith. Puya occidentalis ingår i släktet Puya och familjen Bromeliaceae. Inga underarter finns listade i Catalogue of Life.